# Viaduc de Glenfinnan
Le viaduc de Glenfinnan est un viaduc de la ligne de chemin de fer West Highland Line (en) à Glenfinnan, en Écosse. Il a été construit entre 1897 et 1901 et est situé à l'extrémité nord du Loch Shiel.
Devenu mondialement célèbre grâce à l'œuvre de J. K. Rowling, il est en effet le pont par lequel passe le Poudlard Express dans la saga Harry Potter.

## Construction
À sa construction par Robert McAlpine (en), ce viaduc fut un des plus grands ouvrage d'art utilisant le béton non armé. Il compte 21 arches, d'une ouverture de 15 mètres et a une hauteur maximale de 30 mètres,.
Une légende veut qu'un cheval soit tombé dans l'un des piliers du viaduc pendant la construction en 1898 ou 1899. Grâce à une technologie d'imagerie radar, les restes du cheval et d'une charrette ont été découverts en 2001 à l'intérieur du grand pylône central.

## Services ferroviaires
Le viaduc soutient la ligne West Highland Railway (en), qui relie Fort William et Mallaig. Il s'agissait d'une voie cruciale pour l'industrie de pêche locale, et plus généralement pour l'économie de cette région montagneuse, qui a souffert énormément après les Highland Clearances des années 1800.

## Dans la culture
Le viaduc apparaît au cinéma, entre autres dans Ring of Bright Water, Charlotte Gray, Stone of Destiny, les films Harry Potter ou dans la série télévisée The Crown. Il apparaît également dans le jeu vidéo de course automobile Forza Horizon 4.
Le viaduc figure sur certains billets de banque écossais. En effet, la série de billets émis par la Banque d'Écosse en 2007 représente différents ponts d'Écosse, et le dos du billet de 10 livres sterling comporte le viaduc de Glenfinnan.

## Galerie de photos

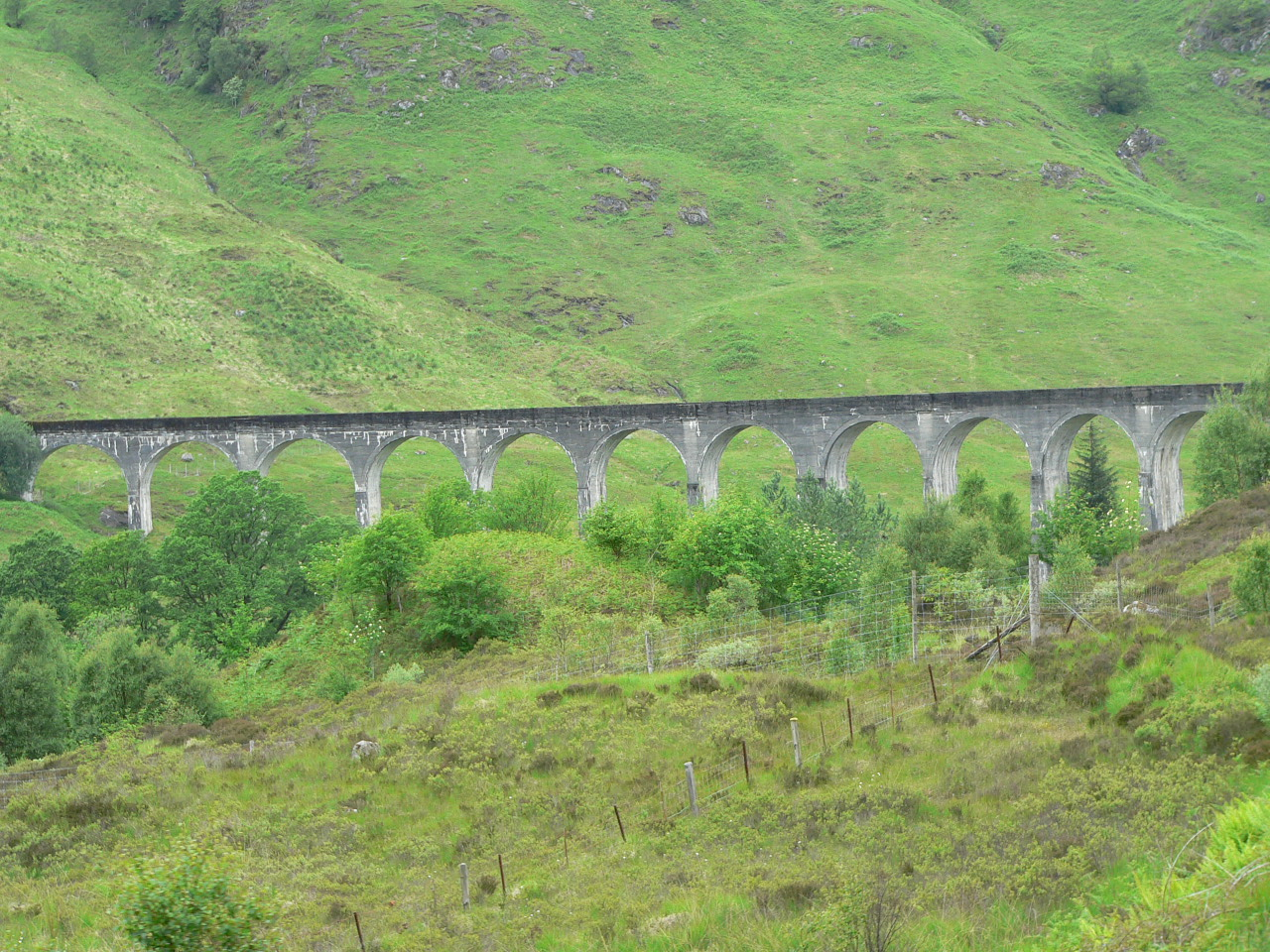
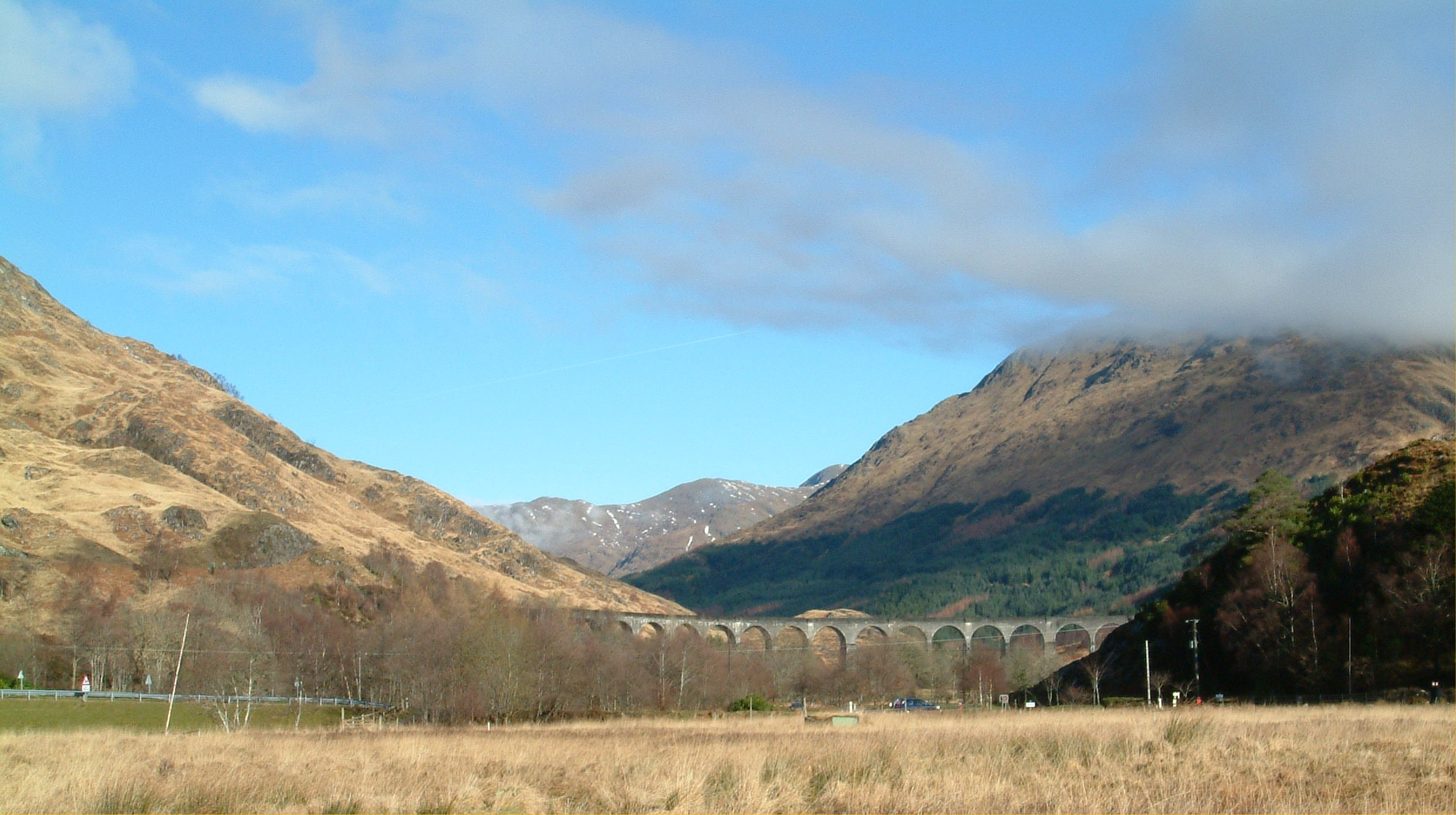
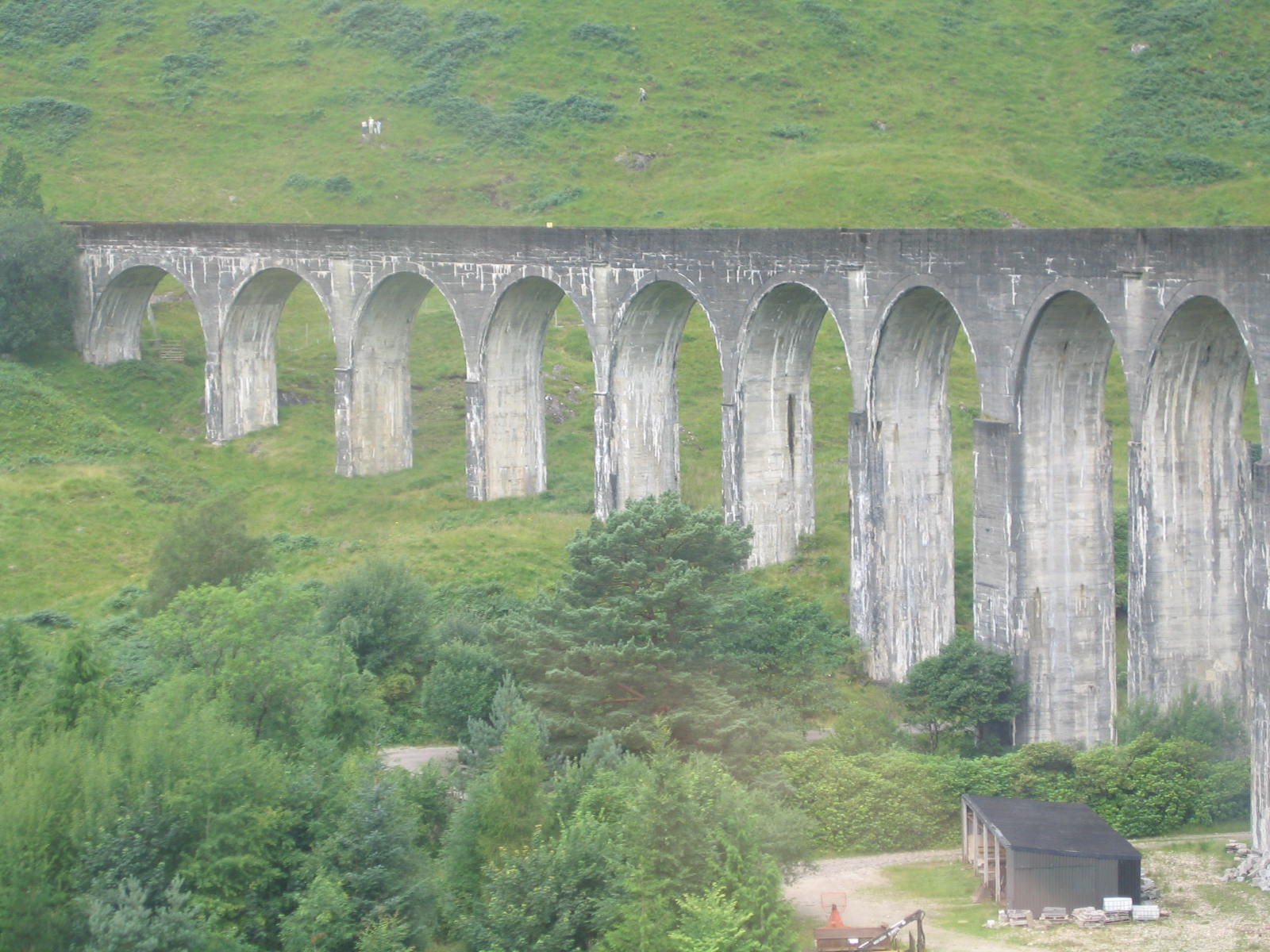
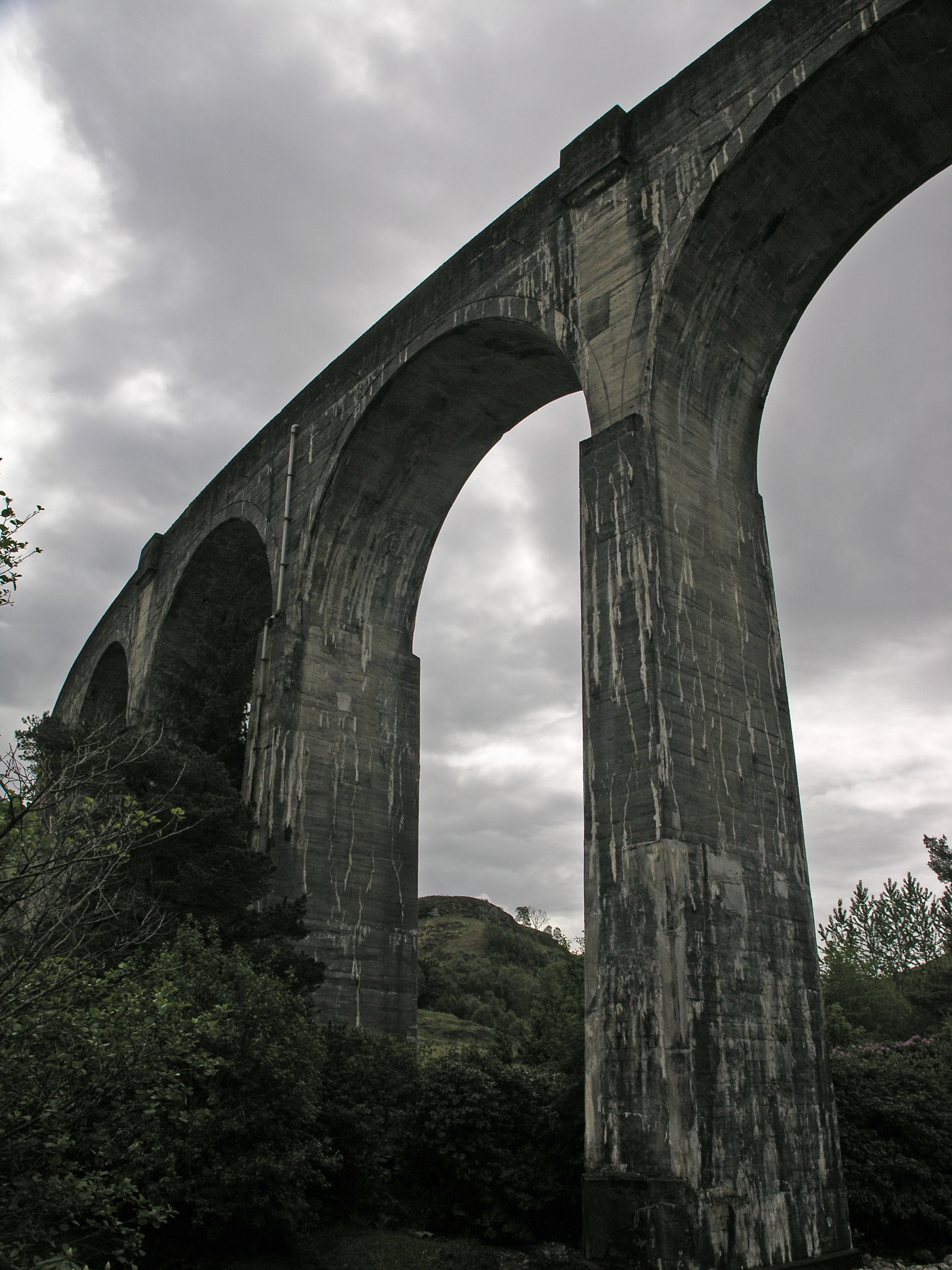
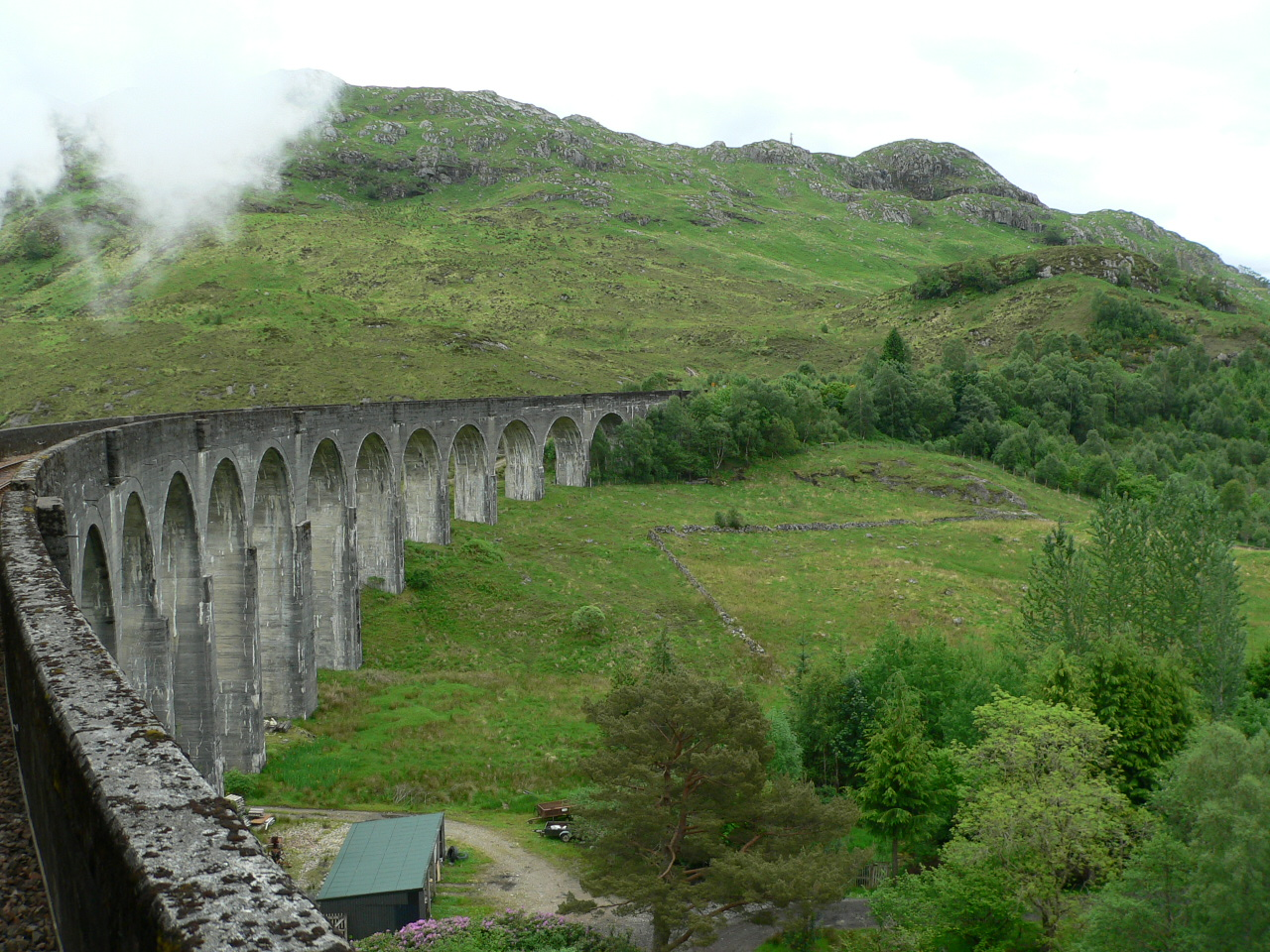
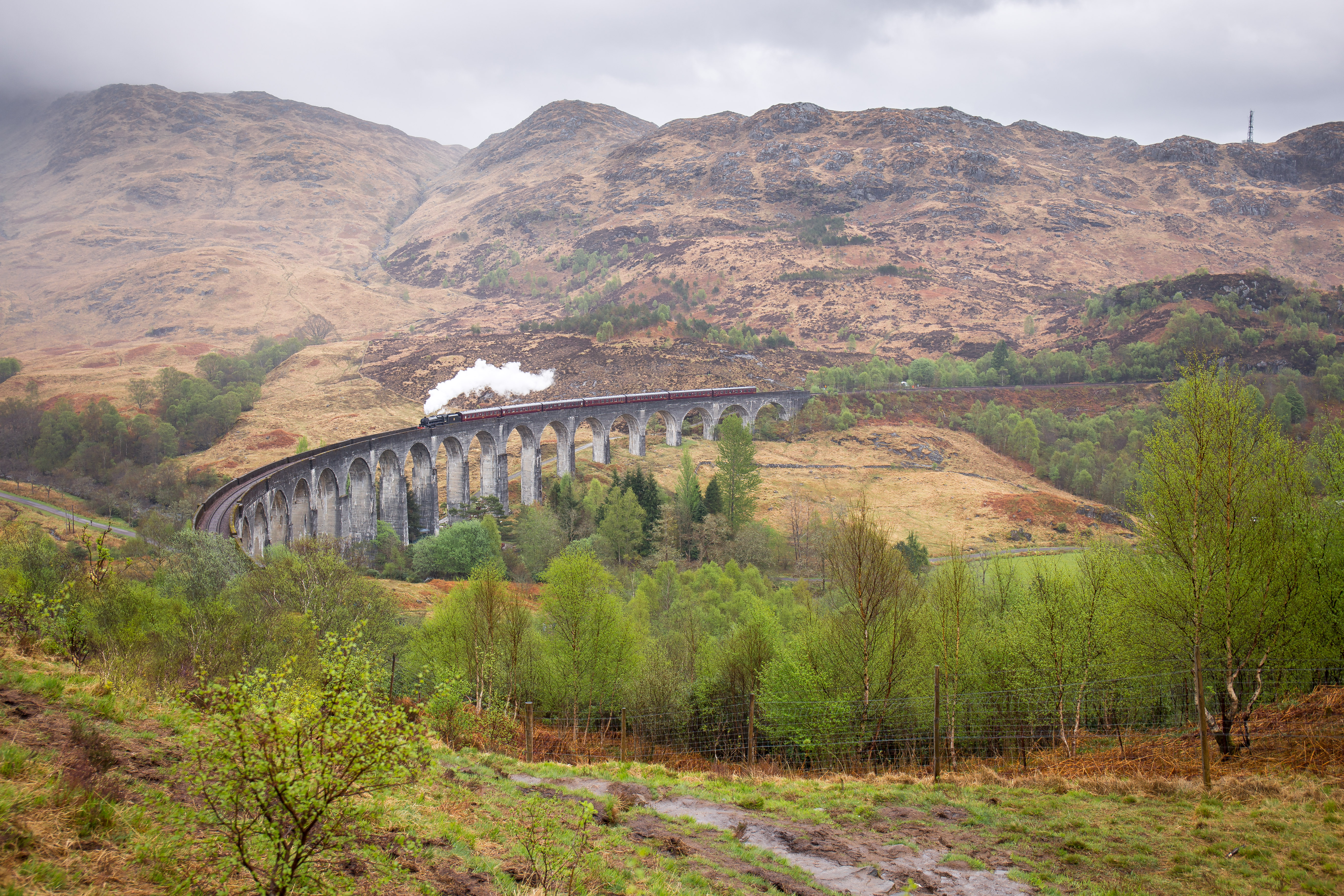
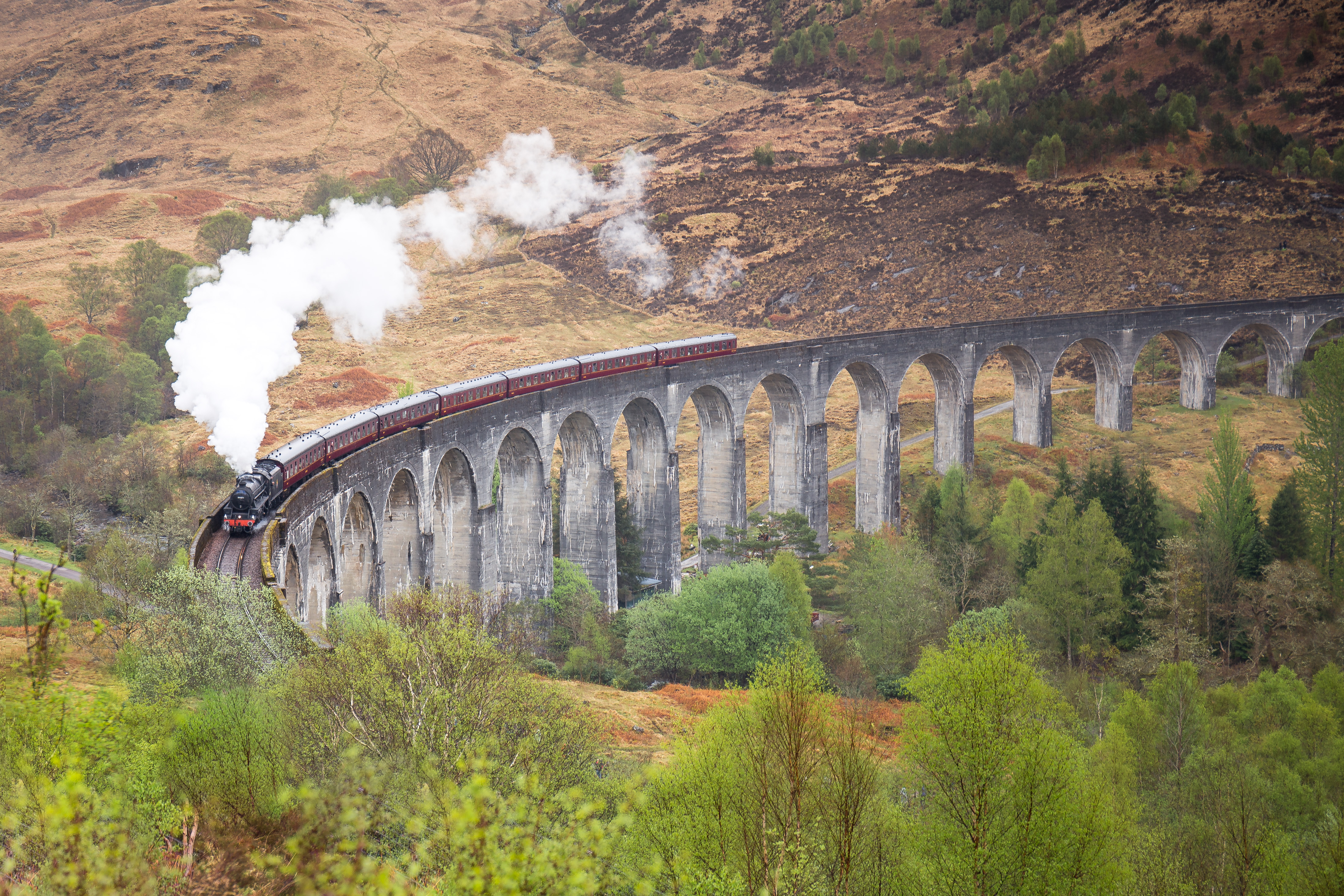